# Баягуана
Баягуа́на (исп. Bayaguana) — город в восточной части Доминиканской Республики в провинции Монте-Плата, в 52 км к северо-востоку от Санто-Доминго. Центр одноимённого муниципалитета (municipio).
Основан в 1606 году, когда Испания переселила колонистов из северной и западной части острова Гаити ближе к Санто-Доминго. Испанские колонисты из поселений Ла-Ягуана и Баяха́ (ныне Порт-о-Пренс и Фор-Либерте в Республике Гаити) были переселены в этот город.
В наше время население составляет 20 303 человек.
На экспорт разводится крупный рогатый скот, а также выращиваются рис и ананасы.